# Leucobryum sphagnoides
Leucobryum sphagnoides är en bladmossart som beskrevs av Cardot in Paris 1905. Leucobryum sphagnoides ingår i släktet Leucobryum och familjen Dicranaceae. Inga underarter finns listade i Catalogue of Life.